# Sävtjärnarna, Hälsingland
Sävtjärnarna är en sjö i Ovanåkers kommun i Hälsingland och ingår i Ljusnans huvudavrinningsområde.